# Robert Bloch (autóversenyző)
Robert Bloch (Párizs, 1888. április 26. – 1984. március 7.) francia autóversenyző, az 1926-os Le Mans-i 24 órás autóverseny győztese.

## Pályafutása
1926-ban győzelmet szerzett a Le Mans-i 24 órás versenyen. A futamot honfitársával, az 1925-ös futamon győztes André Rossignolal teljesítette. A következő évben nem indult, majd az 1928-as viadalon másodikként zárt. Társával, Éduoard Brissonnal egy kör hátrányban értek célba a győztes Woolf Barnato és Bernard Rubin alkotta páros mögött.

### Le Mans-i 24 órás autóverseny
| Év   | Csapat                   | Autó                   | Csapattárs      | Helyezés | Kiesés oka |
| ---- | ------------------------ | ---------------------- | --------------- | -------- | ---------- |
| 1923 |                          | Lorraine-Dietrich      | „Stalter“       | 19.      |            |
| 1924 | Lorraine-Dietrich et Cie | Lorraine-Dietrich B3-6 | „Stalter“       | Kiesett  | Defekt     |
| 1925 | Lorraine-Dietrich et Cie | Lorraine-Dietrich B3-6 | Léon Saint Paul | Kiesett  | Defekt     |
| 1926 | Lorraine-Dietrich et Cie | Lorraine-Dietrich B3-6 | André Rossignol | Győzelem |            |
| 1928 | Charles Weymann          | Stutz DV16 Black Hawk  | Édouard Brisson | 2.       |            |

## Fordítás
- Ez a szócikk részben vagy egészben  a   Robert Bloch (racing driver) című angol Wikipédia-szócikk fordításán alapul.  Az eredeti cikk szerkesztőit annak laptörténete sorolja fel. Ez a jelzés csupán a megfogalmazás eredetét és a szerzői jogokat jelzi, nem szolgál a cikkben szereplő információk forrásmegjelöléseként.